# Ковтун Микола Петрович
Микола Петрович Ко́втун (9 травня 1922, Жабокрич — 21 жовтня 1982, Київ) — український радянський скульптор; член Спілки радянських художників України з 1952 року.

## Біографія
Народився 9 травня 1922 року в селі Жабокричі (нині Тульчинського району Вінницької області України). Брав участь у німецько-радянській війні. Нагороджений орденом Червоної Зірки, медалями.
Протягом 1945—1951 років навчався у Київському художньому інституті, де був учнем Макса Гельмана, Михайла Лисенка, Лева Муравіна. Член КПРС з 1953 року.
Мешкав у Києві в будинку на Повітрофлотському проспекті, № 42, квартира № 71. Помер у Києві 21 жовтня 1982 року.

## Творчість
Працював в галузі станкової та монументальної скульптури. Серед робіт:
станкова скульптура
- «Тарас Шевченко» (бронза, 1952; варіант — оргскло, 1961);
- «Іван Франко» (гіпс тонований, 1956—1957);
- «Володимир Ленін» (оргскло, 1957; варіанти — 1961, 1974 і 1977; цинк, 1973);
- «О. Стеценко — будьонівець» (мідь, 1967);
- «Засновник українського театру Марко Кропивницький» (склобетон, 1967);
- «Жіночий портрет» (гіпс, 1969);
- «Фелікс Дзержинський» (оргскло, 1972, варіант — цинк, 1973);
- «Лілія Карастоянова» (оргскло, 1980).

монументальні роботи

«Арсенальці на барикадах».

- горельєф «Арсенальці на барикадах» на фасаді будинку № 2 по вулиці Московській (корпус заводу «Арсенал» 50°26′36.8″ пн. ш. 30°32′40.58″ сх. д. / 50.443556° пн. ш. 30.5446056° сх. д.; оргскло, бронза; 1961,  у співавторстві з Марією Короткевич[1];
- пам'ятник Тарасу Шевченку в Торонто (1961, бронза);
- обеліск «Слава»/«Мати-Батьківщина» у селі Шевченковому Черкаської області (мідь кована, 1964, у співавторстві з Марією Короткевич);
- монумент Слави на честь односельців-воїнів, які полягли у Великій Вітчизняній війні 1941—1945 років у селі Мізяківських Хуторах Вінницької області (1967, у співавторстві з Марією Короткевич);
- пам'ятник Слави у селищі Єлані-Коленовському Воронезької області (1969);
- пам'ятник Володимиру Леніну у селі Торкові Вінницької області (1969);
- погруддя Тараса Шевченка в селищі Вапнярці Вінницької області (мідь кована, 1972);
- меморіал «Пам'ятник Слави» у селі Чемері Чернігівської області (бронза, мідь, 1972);
- пам'ятник Володимиру Леніну в місті Знам'янці Кіровоградської області (мідь кована, 1974);
- композиція «Воїн» у селі Вербівці Черкаської області (мідь кована, 1974);
- пам'ятник Тарасу Шевченку в місті Городні Чернігівської області (мідь кована, 1975);
- погруддя Якова Качури у селі Юрківці Вінницької області (бронза, 1975);
- Володимиру Леніну погруддя в селі Красногорівці Полтавської області (оргскло, 1976);
- пам'ятник Володимиру Леніну в селі Пологах Вінницької області (оргскло, 1977);
- композиція «Мати і поранений воїн» у селищі Чорнобаї Черкаської області (мідь кована, 1979);
- погруддя Тараса Шевченка в селі Хомутці Полтавської області (1980);
- погруддя Володимира Леніна в селі Косиківцях Хмельницької області (мідь кована, 1981).

Брав участь у республіканських та всесоюзних виставках з 1952 року, зарубіжних — з 1955 року.